# Liste des commanderies templières en Flandre
| Cette liste recense les commanderies et maisons de l'Ordre du Temple présentes en Flandre. |

Carte des régions de Belgique
Région Bruxelles-Capitale
Région flamande
Région wallonne

## Faits marquants et Histoire

Blason de la Flandre

La Flandre actuelle ne correspond pas aux entités géopolitiques des XIIe et XIIIe siècles. Du point de vue féodal elle était divisée d'Ouest en Est entre le comté de Flandre, le duché de Brabant et le comté de Looz alors que sur le plan ecclésiastique on trouvait le diocèse de Tournai, celui de Cambrai et celui de Liège et les frontières féodales ne correspondent pas du tout aux limites des diocèses. À titre d'exemple la fraction du territoire du duché de Brabant qui se trouvait dans la Flandre actuelle était en partie dans le diocèse de Cambrai (Bruxelles, Anvers) et en partie dans le diocèse de Liège (Louvain). 
Dans le Nord-Est de la Flandre, on ne trouve pas de possessions formellement authentifiées mais on remarque que l'influence de la commanderie de La Braque (actuellement aux Pays-Bas près du village d'Alphen dans la province du Brabant-Septentrional, la commanderie 'Hof Ter Brake' ou 'Ter Brooke' aujourd'hui disparue) s'étendait jusqu'à la ville de Lierre à plus de 130 kilomètres comme l'atteste un acte de 1261 où deux frères du Temple de La Braque notifient la levée des droits de l'abbaye Saint-Michel d'Anvers sur les biens d'un prêtre de Lierre mort pendant la septième croisade.
En 1266, on connaît précisément le nombre de maisons religieuses qui étaient du ressort du diocèse de Tournai dans le comté de Flandre et par la même les maisons du Temple et de l'Hôpital. Clément IV ayant mis à contribution les ordres religieux pour financer la huitième croisade, on a un inventaire détaillé des dîmes qui ont été levées pour chaque maison. Six maisons du Temple (commanderies) sont mentionnées (Corbri-St-Léger, Slype, Gand, Bruges, Ruysselede et La Haie près de Lille) contre trois maisons de l'ordre de Saint-Jean de Jérusalem (Mude près de Bruges ou de Gand comme maison principale, Hamme et Zele sont plus modestes) .
Le templier Hugues de Verceil surtout connu comme cubiculaire du pape et comme maître de la province de Lombardie a d'abord été chanoine du chapitre Saint-Donat de Bruges.

## Commanderies
| Commanderie / Maisons | Ville actuelle (ou à proximité)         | Observations |
| --------------------- | --------------------------------------- | --- |
| « Bruges »            | Scheepsdale / Saint-Pierre-sur-la-Digue | Extérieur de Bruges (Nord-Ouest) 51° 13′ 09″ N, 3° 12′ 35″ E ou 51° 13′ 30″ N, 3° 12′ 15″ E.                          |
| Gand                  | Gand                                    | « Domus Templi de Gandavo » 51° 03′ 35″ N, 3° 43′ 19″ E.                                                              |
| Gistel                | Gistel                                  | [Dépendance de Slipje]. Mentionnée lors d'un chapitre provincial en 1257 avec une chapelle                            |
| Kaster (Caster)       | Kaster                                  | [à vérifier] Semble correspondre aux biens attestés à Anzegem (maison + chapelle).                                    |
| Louvain               | Louvain                                 | À proximité de l'actuelle abbaye du Mont-César Chapelle Saint-Nicolas                                                 |
| Rerof                 | Izenberge                               | Seigneurie « le singnorie dou Temple de Rerof »                                                                       |
| Ruiselede             | Ruiselede                               | [ 10 ] |
| Slype                 | Slijpe                                  | [ 11 ] |
| "Ter Dorent"          | Bazel (Kruibeke)                        | « Tempelhof » (cour des templiers) Donation en 1200 par Zeger II, châtelain de Gand avant de rejoindre l'ordre        |
| Turnhout              | Vieux-Turnhout                          | « Oud Turnholt » Donation de l'alleu en 1187 par Gérard van Duffel puis d'une maison en 1212 par Henri Ier de Brabant |
| Ypres                 | Ypres (Ieper)                           | [ 14 ] |

| Localisation en Flandre (Liens vers les articles correspondants) |
| --- |
| \| Bruges Bas-Wanerton Courtrai Gand Gistel Kaster Louvain Rerof Ruiselede Slijpe Ter Dorent Turnhout Ypres Wallonie Champagne Nord-Pas-de-Calais Lorraine La Braque Heesbeen Oosterhout Rixtel Zaamslag \| |
| Bruges Bas-Wanerton Courtrai Gand Gistel Kaster Louvain Rerof Ruiselede Slijpe Ter Dorent Turnhout Ypres Wallonie Champagne Nord-Pas-de-Calais Lorraine La Braque Heesbeen Oosterhout Rixtel Zaamslag       |

### Autres biens
- Domaine de Steene (avec chapelle pour les gens du Temple), Middelkerke, dépendance de la commanderie de Slijpe[4].

### Possessions douteuses ou à vérifier
- Province d'Anvers:
  - Des biens à Anvers qui auraient été dévolus à l'ordre du Christ[15],[N 3]
  - La maison du Temple de Weert, « Het Tempeliershof ». Hypothèse formellement démentie par Filip Hooghe[16].
- Province de Flandre-Occidentale:
  - La maison dite des Templiers à Jabbeke. Exemple typique d'une possession des Hospitaliers[17] dont on ne connaît pas la provenance[N 4]
- Autres provinces:
  - Une maison et une grange à Nieuport. Donation faite en 1239 à un certain Villard Molensten et non à la milice du Temple. Laurent Dailliez pense que ce Molensten n'est autre que le commandeur d'Ypres (1237-?)[4]